# دان سوزوكي
دان سوزوكي (باليابانية: 鈴木 弾) (9 مارس 1989 في لواكي في اليابان – )؛ هو لاعب كرة قدم كان يلعب كمهاجم.

## وصلات خارجية
- دان سوزوكي على موقع Soccerway.com (الإنجليزية)